# Konodonták

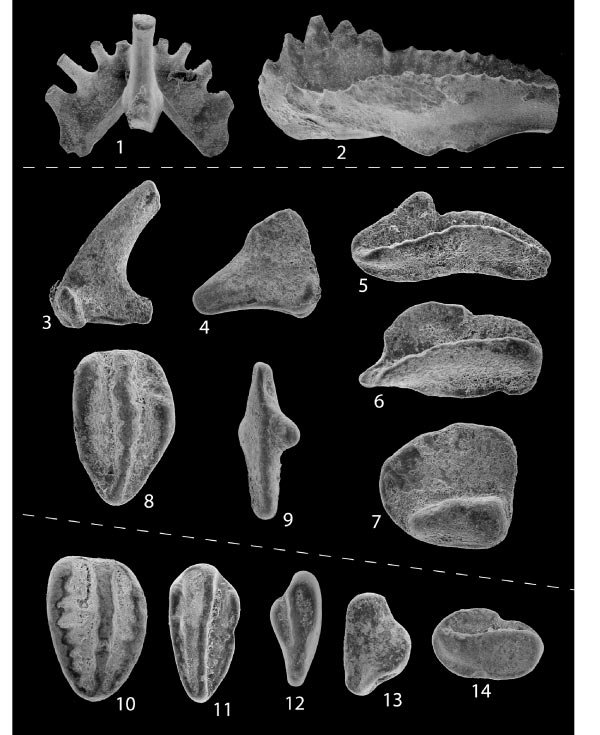
Conodonták a Mauch Chunk formáció Deer-völgyi részéből

A konodonták (Conodonta, illetve néha konodontoforidák) korai gerinchúros állatok egy kihalt osztálya, amely a kambrium földtörténeti időszak idején jelent meg először és a késő triász korig élt. Rendszertani besorolásuk vitatott. Valószínűleg úszó életmódot folytattak. Az állatok testfelépítésével kapcsolatban az 1980-as évekig csak feltételezések álltak rendelkezésre, mivel a lágy részekről nem találtak a fogszerű maradványokhoz kapcsolódó megőrződéseket. Egyes vélemények szerint félgerinchúros, mások szerint gerinces, de még több más állatkör is szóba jöhet. E kis maradványok fogalakúak, kalcitos kalcium-foszfát az építőanyaguk. Lehettek akár fogak is, de éppúgy pikkelyek, vagy valamilyen szilárd váz elemei. Hasonlíthatóak akár a puhatestűek radulájához (reszelőnyelv), vagy a sertelábú féreg állkapcsához. Sokszor kitűnő megtartásúnak gondolt leletekről is kiderül, hogy valójában a teljes szervezetnek csak kis részéről van szó.
Maradványaik kiváló korjelzők, mivel evolúciójuk gyors volt, mészapatit (kalcium-foszfát) vázuk gyakran fennmaradt az ősi kőzetrétegekben és változataik megjelenése vagy eltűnése alapján alkalmasak a különböző földtörténeti periódusok elkülönítésére.
Méretük általában apró, 0,2-6 milliméter volt (egy különösen nagy testű fajuk, a késő ordovícium időszak idején élt Promissum azonban elérhette a 40 centiméteres testnagyságot is). Kétoldali részarányos maradványaik lemez, fog, vagy fogsorszerűek. Egyes elméletek szerint a belülről kifelé való növekedés jeleit mutatják és a lágy részek beburkolták őket, mások szerint a lágy részek inkább belül helyezkedhettek el, a mészváz pedig védelemre szolgált.
Magyarországon is számos fosszíliájukat találták meg, ismertek például a Mecsek triász időszaki kőzeteiben talált Gondolella nem maradványai.